# Politiezone Damme/Knokke-Heist
De Politiezone Damme/Knokke-Heist (zonenummer 5446) is een politiezone die werkt in de West-Vlaamse gemeentes Damme en Knokke-Heist. Het hoofdkantoor van deze politiezone is gevestigd te Knokke. Er  zijn twee wijkposten. Een wijkpost  in  Sijsele en een wijkpost in Heist aan Zee. 

## Wijkindeling
- Damme[1]
  - Damme Noord
    - Moerkerke
    - Vivenkappele, Damme, Oostkerke
    - Den Hoorn, Lapscheure, Hoeke

  - Damme Zuid
    - Sijsele ('t Veld)
    - Sijsele ('t Zwaan)
- Knokke-Heist
  - Knokke
    - Park 58 - Zegemeer
    - Het Zoute
    - Binnenhof - Dumortier
    - Casino Rubens
    - Knokke Centrum
    - Knokke Strand
    - Polders - Westkapelle
    - Oud Knokke - Oosthoek
    - Duinenwater - Kragendijk

  - Heist
    - Heulebrug - Ramskapelle
    - Duinbergen
    - Heist West
    - Heist Oost
    - Laguna Willemspark